# Budweiser/G.I. Joe's 200 1994
Budweiser/G.I. Joe's 200 1994 var ett race som var den sjunde deltävlingen i PPG IndyCar World Series 1994. Racet kördes den 26 juni på Portland International Raceway. Al Unser Jr. tog sin fjärde seger för säsongen, och utökade Marlboro Team Penskes segersvit till sex tävlingar. Penske tog sin andra trippelseger för säsongen, med Emerson Fittipaldi som tvåa och Paul Tracy som trea.

## Slutresultat
| Plats | Förare              | Team                     | Grid | Kvaltid  |
| ----- | ------------------- | ------------------------ | ---- | -------- |
| 1     | Al Unser Jr.        | Marlboro Team Penske     | 1    | 1.00,071 |
| 2     | Emerson Fittipaldi  | Marlboro Team Penske     | 3    | 1.00,465 |
| 3     | Paul Tracy          | Marlboro Team Penske     | 4    | 1.00,682 |
| 4     | Robby Gordon        | Walker Racing            | 7    | 1.01,124 |
| 5     | Nigel Mansell       | Newman/Haas Racing       | 2    | 1.00,179 |
| 6     | Jacques Villeneuve  | Forsythe/Green Racing    | 5    | 1.00,724 |
| 7     | Alessandro Zampedri | Dale Coyne Racing        | 21   | 1.02,152 |
| 8     | Stefan Johansson    | Bettenhausen Motorsports | 13   | 1.01,475 |
| 9     | Mario Andretti      | Newman/Haas Racing       | 16   | 1.01,701 |
| 10    | Adrián Fernández    | Galles Racing            | 14   | 1.01,483 |
| 11    | Mike Groff          | Rahal-Hogan Racing       | 20   | 1.02,137 |
| 12    | Bobby Rahal         | Rahal-Hogan Racing       | 17   | 1.01,845 |
| 13    | Robbie Groff        | Bettenhausen Motorsports | 24   | 1.02,473 |
| 14    | Arie Luyendyk       | Indy Regency Racing      | 25   | 1.02,604 |
| 15    | Franck Fréon        | Project Indy             | 28   | 1.03,333 |
| 16    | Mark Smith          | Walker Racing            | 22   | 1.02,170 |
| 17    | Dominic Dobson      | PacWest Racing           | 15   | 1.01,508 |
| 18    | Scott Sharp         | PacWest Racing           | 18   | 1.01,947 |
| 19    | Parker Johnstone    | Comptech Racing          | 27   | 1.03,234 |
| 20    | Marco Greco         | Arciero Racing           | 26   | 1.02,798 |
| 21    | Hiro Matsushita     | Dick Simon Racing        | 30   | 1.03,635 |
| 22    | Ross Bentley        | Dale Coyne Racing        | 31   | 1.04,984 |
| 23    | Raul Boesel         | Dick Simon Racing        | 12   | 1.01,465 |
| 24    | Buddy Lazier        | Leader Cards Racing      | 29   | 1.03,568 |
| 25    | Willy T. Ribbs      | Walker Racing            | 23   | 1.02,177 |
| 26    | Teo Fabi            | Jim Hall Racing          | 10   | 1.01,232 |
| 27    | Bryan Herta         | A.J. Foyt Enterprises    | 11   | 1.01,367 |
| 28    | Scott Goodyear      | Budweiser King Racing    | 19   | 1.01,962 |
| 29    | Jeff Wood           | Euromotorsport           | 32   | 1.06,135 |
| 30    | Maurício Gugelmin   | Chip Ganassi Racing      | 8    | 1.01,124 |
| 31    | Michael Andretti    | Chip Ganassi Racing      | 9    | 1.01,203 |
| 32    | Jimmy Vasser        | Hayhoe Racing            | 6    | 1.00,848 |